# Topomyia papuensis
Topomyia papuensis är en tvåvingeart som beskrevs av E. Sydney Marks 1960. Topomyia papuensis ingår i släktet Topomyia och familjen stickmyggor. Inga underarter finns listade i Catalogue of Life.